# پل بونو
پل بونو (فرانسوی: Paul Bonno‎؛ زادهٔ ۲۹ ژانویهٔ ۱۹۵۴) دوچرخه‌سوار اهل فرانسه است.